# ويليام هارت (عسكري)
ويليام هارت (بالإنجليزية: William Hart)‏ هو عسكري أمريكي، ولد في 9 يونيو 1866 في ماساتشوستس في الولايات المتحدة، وتوفي في 6 فبراير 1899.